# Fremdsprachenuniversität Sichuan

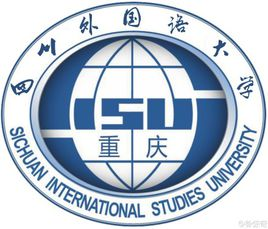

Die Fremdsprachenuniversität Sichuan (chinesisch 四川外国语大学，englisch Sichuan International Studies University, Abkürzung SISU) ist eine Universität für Fremdsprachen und internationale Forschungen in Chongqing. Sie ist die einzige staatliche Fremdsprachenuniversität im Südwesten Chinas und zugleich ein wichtiges Forschungszentrum für internationale Angelegenheiten.
Die Universität ist keine Volluniversität und bietet einen vergleichsweise schmalen, auf die Fremdsprachen konzentrierten Fächerkanon. Neben Fremdsprachen bietet die Universität wirtschaftswissenschaftliche, geistes- und sozialwissenschaftliche Studiengänge an, wie z. B. internationale Wirtschaft, internationale Beziehungen und Medienwissenschaft.
Mit 77 Universitäten aus 22 Staaten hat die Universität Partnerschaften auf gesamtuniversitärer Ebene und Fakultätsebene aufgebaut. Jährlich werden über 400 Studierende durch 94 Austauschprogramme ins Ausland gesendet, umgekehrt kommen über 400 ausländische Studierende nach Chongqing, um an der Fremdsprachenuniversität Sichuan zu studieren.

## Geschichte

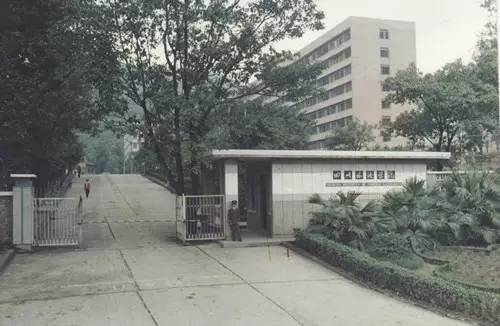

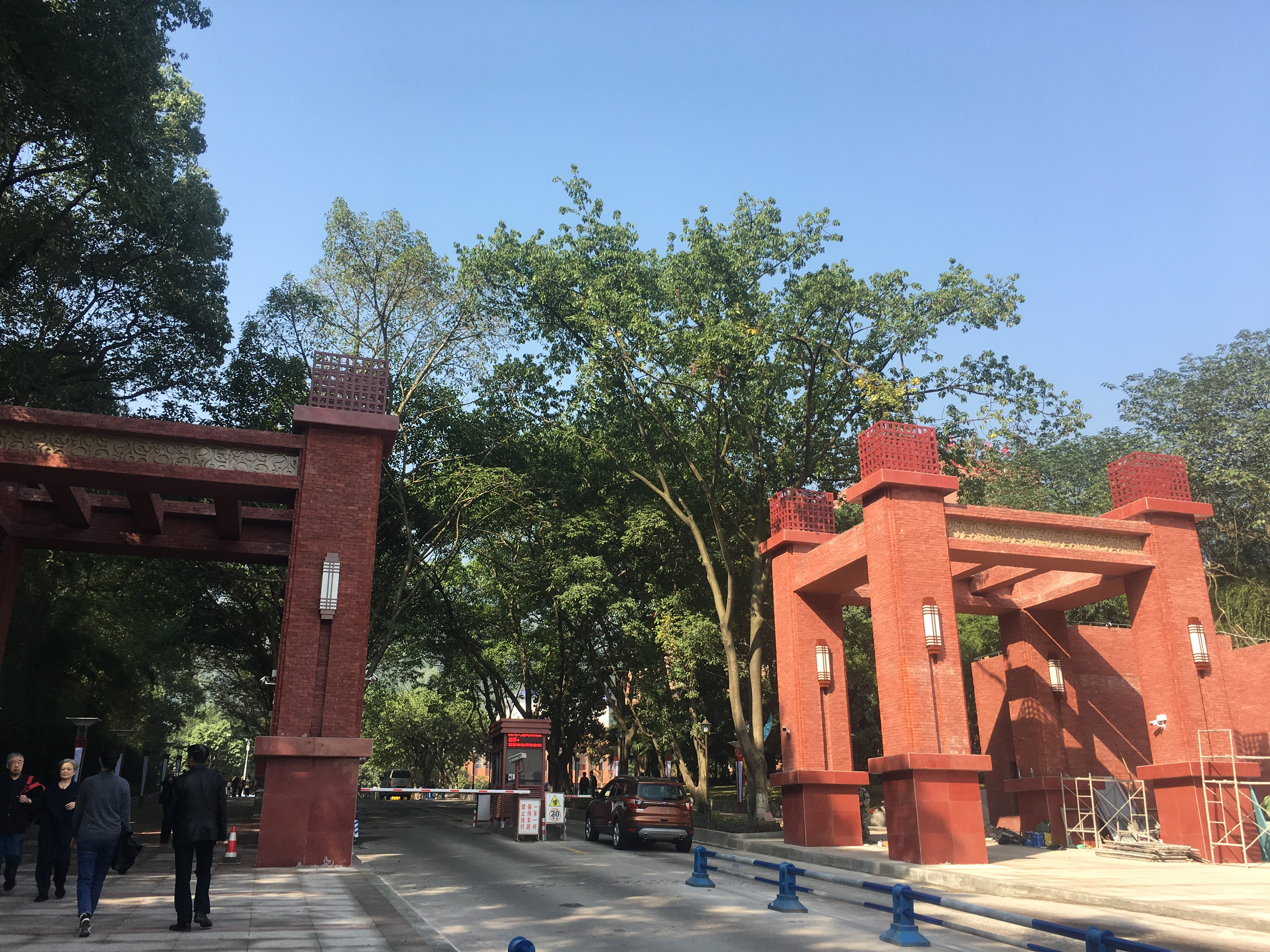

Die Geschichte der Fremdsprachenuniversität Sichuan geht auf 1950 zurück. In diesem Jahr wurde die Gruppe für russische Sprache an der südwestlichen Armeehochschule gegründet.
Im Jahr 1951 entwickelte sich die Gruppe in ein Lernverband für Russisch, die zu der zweiten Infanterienhochschule der chinesischen Volksarmee gehörte. 1953 wurde der Lernverband zur südwestlichen Fachhochschule für russische Sprache ausgebaut.
Angesichts der ständig zunehmenden Kommunikationen mit Ausländern stieg die Nachfrage nach Fachleuten mit Fremdsprachenkenntnissen. Vor diesem Hintergrund entschied die Volkskommission Sichuan im Jahr 1959, die südwestliche Fachhochschule für russische Sprache in Fremdspracheninstitut Sichuan umzugestalten. Zwei vierjährige Studiengänge Russisch und Englisch wurden angeboten und in den folgenden Jahren wurden mehrere Fremdsprachenfächer wie Deutsch und Französisch eingeführt.
2013 wurde das Fremdspracheninstitut Sichuan mit der Zustimmung des Bildungsministeriums in Fremdsprachenuniversität Sichuan umbenannt.

## Studienangebote und Forschung

### Fremdsprachliche Fächer
Insgesamt werden 14 Fremdsprachen an der Fremdsprachenuniversität Sichuan unterrichtet:
- Englisch
- Deutsch
- Russisch
- Französisch
- Spanisch
- Italienisch
- Portugiesisch
- Ungarisch
- Hebräisch
- Arabisch
- Japanisch
- Koreanisch
- Vietnamesisch
- Thailändische Sprache

### Deutsche Fakultät

#### Personal
Dekan: Prof. Dr. Li Daxue
In der deutschen Fakultät arbeiten zurzeit (Stand: 2018) 27 Lehrende, davon 3 Professoren.

#### Geschichte
Das Fach Germanistik wurde im Jahr 1960 eingeführt. 1985 wurde die deutsche Fakultät errichtet. Im selben Jahr veranstaltet die junge deutsche Fakultät das internationale Symposium „Schiller und China“.
Seit 1996 biete die deutsche Fakultät Masterstudiengang Germanistik mit Schwerpunkt in der deutschen Literatur an. Im Jahr 2014 erhielt die deutsche Fakultät das Promotionsrecht. Nach dem Evaluationsbericht für Studienfächer und Universitäten Chinas (2017–2018) belegt das Fach Germanistik an der Fremdsprachenuniversität Sichuan den vierten Platz unter über hunderten Universitäten, die das Fach Germanistik anbieten.

#### Studiengänge
Die deutsche Fakultät bietet ein breites Spektrum an Deutschunterrichten, die Sprachniveaus von A1 bis C2 abdecken und die Fertigkeiten Hören, Sprechen, Lesen und Schreiben umfassend fördern. Neben sprachlichen Kursen werden Kurse für Landeskunde, Übersetzung, Dolmetschen, interkulturelle Kommunikation, deutsche Literatur, interkulturelles Lernen und Geschichte Deutschlands angeboten. Zum Wintersemester 2018/2019 sind 435 Bachelor-Studierende und 82 Master-Studierende sowie Doktoranden bei der deutschen Fakultät eingeschrieben.

#### Forschungszentrum
Die deutsche Fakultät verfügt über Goethe-Forschungszentrum, Heinrich-Heine-Forschungszentrum und das Zentrum für Deutschlandstudien, das von dem Bildungsministerium, dem Außenministerium und Finanzministerium Chinas finanziell unterstützt wird.

#### Internationale Kooperation
Mit 8 Universitäten und wissenschaftlichen Instituten hat die deutsche Fakultät Partnerschaften aufgebaut. Sie sind Universität Osnabrück, Europa-Universität Viadrina, Fachhochschule Bielefeld, Universität Düsseldorf, Heinrich-Heine-Institut in Düsseldorf, LMU München, Freie Universität Berlin und Adam-Mickiewicz-Universität.

### Wissenschaftliche Einrichtungen
- Zentrum für Deutschlandstudien

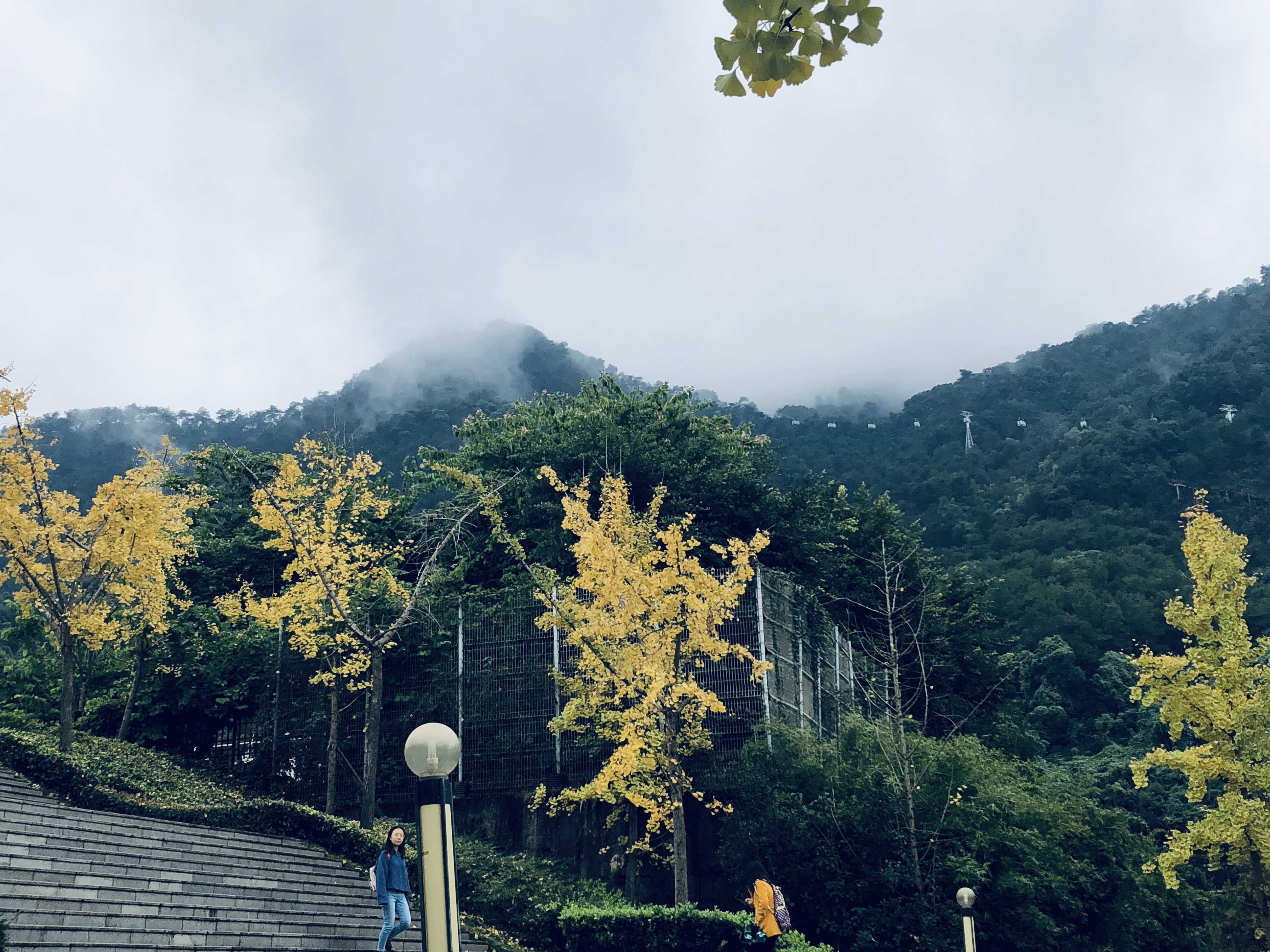

- Forschungszentrum für Fremdsprachen
- Institut für vergleichende Kulturforschung
- Forschungszentrum für internationale Wirtschaft und Außenhandel
- Forschungszentrum für Judentum und Israel
- Forschungszentrum für Lexikografie
- Forschungszentrum für internationale Strategien von Chongqing

## Campus

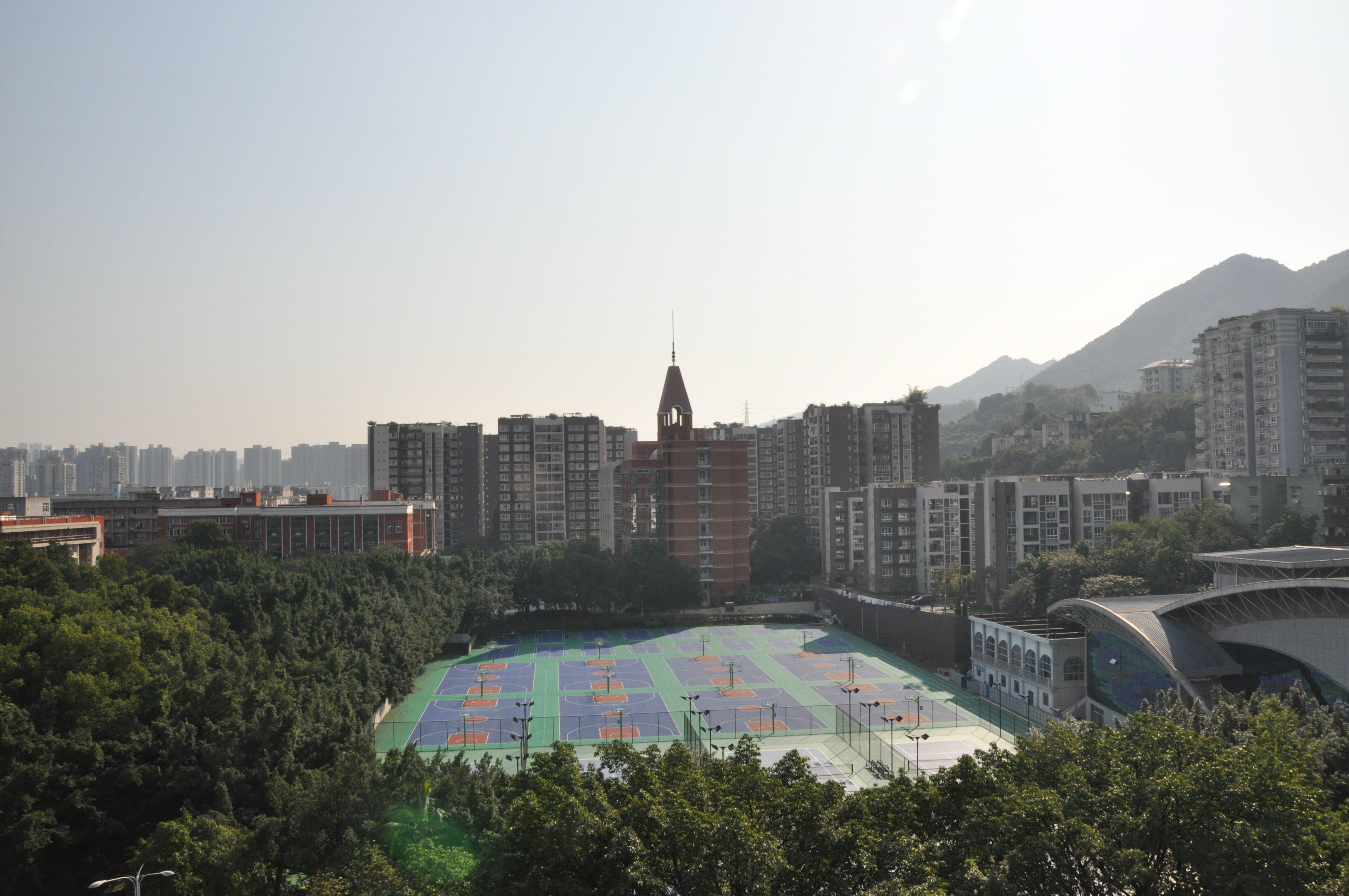

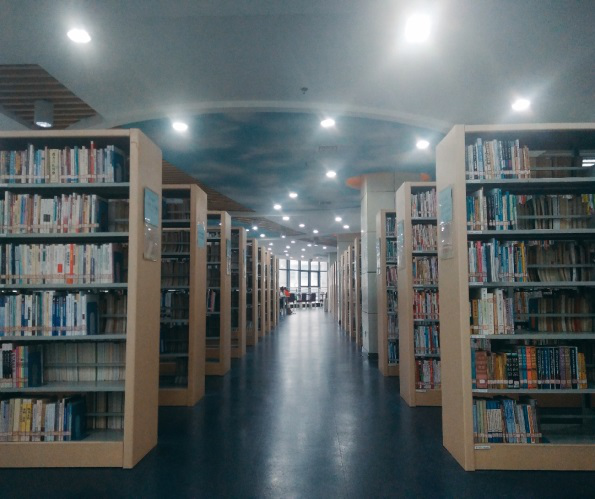

Die Universität liegt im Westen von Chongqing, in der Straße Zhuangzhi des Stadtbezirks Shapingba. Sie befindet sich am Fuß des Gele-Bergs und hat eine Fläche von 71 Hektar. Zwei Campus besitzt die Fremdsprachenuniversität Sichuan. Der Ostcampus ist der alte Campus, auf dem die Lehrgebäude, die Aula, die Mensa, der Sportplatz und das Wohnviertel für Lehrende sich befinden. Der Westcampus ist der neue Campus, auf dem die Lehrgebäude, die Lehrstühle, die Universitätsverwaltung, die Bibliothek, die Mensa, der Sportplatz und die Studentenwohnheime sich befinden.
Die beiden Campus schließen sich durch viele Treppen aneinander an, weshalb die Universität als Mini-Bergstadt in der Bergstadt Chongqing bezeichnet wird. Die Studierenden und Lehrenden können mit dem Unibus den anderen Campus in ca. 5 Minuten erreichen.
Im Jahr 2010 wurde die neue Bibliothek auf dem Westcampus erbaut. Sie hat eine Fläche von 26,000 Quadratmetern und bietet ca. 2500 Benutzerarbeitsplätze. Der konventionelle Medienbestand umfasst ca. 1,15 Millionen gedruckte Bücher und ca. 2,27 Millionen elektronische Bücher. Über 74 chinesische und fremdsprachliche Datenbanken verfügt die Bibliothek.